# Pidonia matsushitai
Pidonia matsushitai là một loài bọ cánh cứng trong họ Cerambycidae.